# Dulov
Dulov (bis 1927 slowakisch „Dulov-Nová Ves“; ungarisch Dúlóújfalu) ist eine Gemeinde im Nordwesten der Slowakei mit 888 Einwohnern (Stand 31. Dezember 2024), die im Okres Ilava, einem Teil des Trenčiansky kraj, liegt.

## Geographie
Die Gemeinde befindet sich im Talkessel Ilavská kotlina, einem Teil von Považské podolie am linken Ufer des Bachs Tovarský potok, kurz vor dessen Einmündung in die Waag. Nördliche Teile des Gemeindegebiets sind vom hügellandartigen Gebirgsfuß der Weißen Karpaten geprägt. Das Ortszentrum liegt auf einer Höhe von 250 m n.m. und ist siebeneinhalb Kilometer von Ilava sowie 13 Kilometer von Púchov entfernt.
Die Gemeinde besteht aus den Orten Dulov und Nová Ves, wobei der zweitgenannte Ort schon gegen die Mitte des 19. Jahrhunderts eingemeindet wurde und heute offiziell kein Gemeindeteil mehr ist.
Nachbargemeinden sind Kvašov im Norden, Horovce im Osten, Ladce im Südosten, Košeca im Süden, Pruské im Südwesten und Tuchyňa im Westen.

## Geschichte
Dulov wurde zum ersten Mal 1259 als Dulow schriftlich erwähnt. 1598 gab es acht Häuser in Dulov. 1720 wohnten 27 Steuerpflichtige im Ort, 1784 hatte die Ortschaft 16 Häuser, 16 Familien und 85 Einwohner. 1828 zählte man 11 Häuser und 96 Einwohner, die als Landwirte beschäftigt waren.
Nová Ves wurde zum ersten Mal 1388 schriftlich erwähnt. 1598 gab es 27 Häuser in Nová Ves, 1784 hatte die Ortschaft 46 Häuser, 51 Familien und 290 Einwohner. 1828 zählte man 53 Häuser und 397 Einwohner, die als Landwirte beschäftigt waren.
Bis 1918 gehörte der im Komitat Trentschin liegende Ort zum Königreich Ungarn und kam danach zur Tschechoslowakei beziehungsweise Slowakei.

## Bevölkerung
| Jahr                | 1994 | 2004    | 2014    | 2024    |
| ------------------- | ---- | ------- | ------- | ------- |
| Anzahl der Personen | 916  | 926     | 921     | 888     |
| Unterschied         |      | +1,09 % | −0,53 % | −3,58 % |

| Jahr                | 2023 | 2024    |
| ------------------- | ---- | ------- |
| Anzahl der Personen | 899  | 888     |
| Unterschied         |      | −1,22 % |

Nach der Volkszählung 2011 wohnten in Dulov 934 Einwohner, davon 903 Slowaken, zwei Tschechen und ein Mährer. 28 Einwohner machten keine Angabe zur Ethnie.
841 Einwohner bekannten sich zur römisch-katholischen Kirche, vier Einwohner zur Evangelischen Kirche A. B. und ein Einwohner zur Pfingstbewegung; zwei Einwohner bekannten sich zu einer anderen Konfession. 31 Einwohner waren konfessionslos und bei 55 Einwohnern wurde die Konfession nicht ermittelt.

## Bauwerke und Denkmäler
- Glockenturm in Nová Ves aus dem Jahr 1922
- Glockenturm in Dulov aus dem Jahr 1942
- moderne römisch-katholische Sieben-Schmerzen-Mariens-Kirche aus dem Jahr 2000